# Avendrace
Avendrace (Ippis, I secolo – Cagliari, 77) è stato secondo la tradizione il primo vescovo di Cagliari; sul luogo della morte è dedicata a lui una chiesa.

## Biografia
Avendrace, nato ad Ippis, un villaggio situato nel territorio dell'odierna Serramanna, diventa vescovo di Cagliari nel 70.
La tradizione agiografica vuole che dopo essere stato denunciato per essere cristiano, si sia rifugiato in una cavità non lontana dallo stagno di Santa Gilla di Cagliari. Dopo due anni passati all'interno della grotta, ne sarebbe uscito per fare una visita pastorale nei vari paesi della propria diocesi; scoperto e arrestato, evase e si rifugiò nei monti, per poi tornare, dopo l'apparizione di un angelo, nel primo rifugio a Santa Gilla. Una leggenda narra che un corvo lo nutrisse portandogli ogni giorno del cibo. Alla sua morte, avvenuta probabilmente per malattia, sarebbe stato sepolto nello stesso luogo nel quale si era rifugiato. Sopra al luogo della morte venne successivamente costruita la chiesa di Sant'Avendrace.